# Campionato svizzero di hockey su ghiaccio 1915-1916

## Campionato Internazionale

### Partecipanti
Akademischer EHC Zürich · 
 La Villa Ouchy · 
 Les Avants · 
 CP Lausanne · 
 Rosey-Rolle · 
 Servette

### Verdetti
| Campionato Internazionale 1915-1916 |
| ----------------------------------- |
| Akademischer EHC Zürich             |

## Campionato Nazionale

### Partecipanti
Akademischer EHC Zürich · 
 HC Bern · 
 Les Avants · 
 CP Lausanne · 
 Servette

### Verdetti
| Campionato Nazionale 1915-1916 |
| ------------------------------ |
| HC Bern                        |